# Тимъти Далтън
Тимъти Далтън (на английски: Timothy Dalton) е британски актьор.

## Биография
Роден е на 21 март 1946 г. в Уелс. Израства в Милфорд близо до Белпър. След като завършва гимназия през 1964 г., се присъединява към Националния младежки театър на Майкъл Крофт и няколко лета прекарва в турнета из страната.
Започва да пробива в киното, играе ролята на френския крал Филип в „Лъвът през зимата“, като същевременно поема редица ключови роли в драми на BBC.
Той е един от актьорите, играли Джеймс Бонд. През 80-те години на XX век тази роля е предложена на Пиърс Броснан, след като Роджър Мур напуска, но той не я приема поради ангажименти в друга филмова поредица и така тя е дадена на Тимъти Далтън.
Печелил е награди на FIPA (1994) и TV Guide (2011), а за редица други има номинации.
Тимъти Далтън е с италиански, ирландски и английски корени.